# Agelasta yunnanensis
Agelasta yunnanensis là một loài bọ cánh cứng trong họ Cerambycidae.